# هونو آندر مارش
هونو آندر مارش (به آلمانی: Hohenau an der March) یک منطقهٔ مسکونی در اتریش است که در ناحیه گنزرندورف واقع شده‌است. هونو آندر مارش ۲٬۷۷۲ نفر جمعیت دارد.